# والالا مگوداگامدا
والالا مگوداگامدا (به لاتین: Walala Megodagammedda) یک منطقهٔ مسکونی در سری‌لانکا است که در استان مرکزی (سری‌لانکا) واقع شده‌است.